# 揚·馬格努森
揚·埃勒高·馬格努森（1973年7月4日—） 是丹麥賽車手及通用汽車廠隊車手。他曾參加過許多知名賽車賽事，包括卡特大賽（CART）、NASCAR、國際汽聯世界一級方程式錦標賽與利曼24小時耐力賽。

## 家庭
他的長子凱文·馬格努森也是一名F1賽車手。

## 外部連結
- 官方网站
- 揚·馬格努森在Racing-Reference上的車手數據。
- 揚·馬格努森 在DriverDB.com上的职业生涯数据（英文）